# Reprezentacja Irlandii na Mistrzostwach Świata w Narciarstwie Klasycznym 2011
Reprezentacja Irlandii na Mistrzostwach Świata w Narciarstwie Klasycznym 2011 liczyła dwóch sportowców.

## Medale

### Złote medale
Brak

### Srebrne medale
Brak

### Brązowe medale
Brak

## Wyniki

### Biegi narciarskie mężczyzn
Bieg na 15 km
- Peter-James Barron - odpadł w kwalifikacjach
- Rory Morrish - odpadł w kwalifikacjach

Sprint
- Rory Morrish - odpadł w kwalifikacjach
- Peter-James Barron - odpadł w kwalifikacjach